# Puerto Guaraní
Puerto Guarani este un oraș din Paraguay. Are aproximativ 600 de locuitori.